# Генк (футбольный клуб)
«Генк» (нидерл. Koninklijke Racing Club Genk, нидерландское произношение: [ˈkoːnɪŋkləkə ˈreːsɪŋ ˌklɵp ˈɣɛŋk]) — бельгийский профессиональный футбольный клуб из одноимённого города. Образован 1 июля 1988 года методом слияния клубов «Винтерслаг» и «Тор Ватерсхей». Домашним стадионом клуба является «Кристал Арена», вмещающая более 23 тысяч зрителей.

## История

### 1923—1988: «Винтерслаг»
Футбольный клуб «Винтерслаг» был основан в 1923 году, и в этом же году команда стала членом бельгийской футбольной ассоциации, «Винтерслаг» стал 322-й зарегистрированной командой в Бельгии. Спустя 35 лет клуб сменил своё название на «КФК Винтерслаг». В 1972 году клуб достиг второго бельгийского дивизиона, а в сезоне 1974/75 команда получила право выступать в первом дивизионе Бельгии, благодаря тому что дивизион был расширен с 16 команд до 20. Клуб неудачно выступил в сезоне 1974/75 и занял последнее место в чемпионате. Вылетев дивизион ниже команда спустя год вернулась в высший дивизион, став чемпионом второго дивизиона в 1976 году. Вернувшись в элитный дивизион «КФК Винтерслаг» в чемпионате Бельгии сезона 1976/77 занял 11 место.
В конце 70-х годов команда держалась в середине турнирной таблице, и наконец то в 1981 году команда заняла высокое пятое место, а спустя два сезона клуб вновь покинул первый дивизион Бельгии, заняв последнее место в чемпионате. После проведённых четырёх сезонов во втором дивизионе «КФК Винтерслаг» в 1987 году вернулся в первый дивизион, а в сезоне 1987/88 занял 15-е место из 18 возможных. После окончания сезона «КФК Винтерслаг» объединился с клубом «Тор Ватерсхей», который с 1986 года выступал во втором дивизионе.

### 1919—1988: «Тор Ватерсхей»
«K. Waterschei S.V. Thor Genk» был основан в 1919 году под названием «Waterschei’s Sport Vereeniging Thor» (Ватерсхей’с Спорт Веренигинг Тор), девизом нового клуба стала фраза: «Tot Herstel Onzer Rechten», которая переводится как: «Чтобы восстановить свои права», эта фраза в названии клуба отражается в аббревиатуре «Thor». Лишь в 1925 году команда стала членом бельгийской футбольной ассоциации, клуб стал 533-й зарегистрированной командой в Бельгии. Команда выступала в первом дивизионе чемпионата Бельгии в конце 1950-х и в начале 1960-х годов, в также в период с 1978 по 1986 год. В сезоне 1985/86 команда заняла 17 место и отправилась во второй дивизион.
Спустя два сезона выступления во втором дивизионе «Тор Ватерсхей» присоединился к клубу «КФК Винтерслаг» для того, чтобы создать новый клуб. До этого «Тор Ватерсхей» дважды выигрывал кубок Бельгии в 1980 и 1982 году, а также был финалистом Кубка Бельгии 1955 года. Примечательно что последняя победа в кубке дала возможность участия в Кубке обладателей кубков УЕФА сезона 1982/83. «Тор Ватерсхей» успешно выступил в еврокубке и дошёл до полуфинала турнира, где команда уступила шотландскому «Абердину» по сумме двух встреч со счётом 5:2.

### 1988—н.в.: «Генк»
После слияния двух клубов в 1988 году новая команда получила название «Koninklijke Racing Club Genk» (Королевский Рейсинг Клуб Генк), сокращёно «К. Р. К. Генк» или просто «Генк», основой команды служил состав клуба «Винтерслаг». Свой первый сезон новая команда провела в первом дивизионе Бельгии 1988/89, по итогам сезона «Генк» занял последнее место и отправился во второй дивизион Бельгии. Спустя сезон «Генку» удалось вернуться в элитный дивизион и в течение четырёх лет команда боролась за выживания в первом дивизионе, но в сезоне 1993/94 «Генк» вновь вылетел дивизионом ниже.
В 1995 году новым главным тренером «Генка» стал Эме Антюэнис. После двух сезонов во втором дивизионе, Антюнис смог вывести клуб в первый дивизион. А в сезоне 1996/97 «Генк» занял седьмое место в чемпионате и получила право выступать в кубке Интертото 1997, команда отлично выступила в группе, но заняла только второе место, пропустив в полуфинал московское «Динамо». В сезоне 1997/98 «Генк» стал серебряным призёром чемпионата, пропустив вперёд только «Брюгге». В том же 1998 году «Генк» завоевал свой первый трофей, им стал Кубок Бельгии, в финале которого «Генк» обыграл «Брюгге» со счётом 4:0. Благодаря столь высокому месту в чемпионате «Генк» получил право выступать в кубке обладателей кубков УЕФА. В квалификационном раунде «Генк» сначала разгромил албанскую «Аполонию» по сумме двух встреч 9:1, а затем в первом раунде немецкий «Дуйсбург» с общим счётом 6:1. Во втором раунде команде предстояло встретиться с испанской «Мальоркой», в первом матче в Бельгии команды сыграли вничью 1:1, а в гостевом в Испании была зафиксированая победа Генка 0:1, таким образом «Генк» благодаря забитому мячу в гостях прошла в полуфинал турнира. В чемпионате же «Генк» выступил удачнее, став впервые в своей истории чемпионом Бельгии сезона 1998/99, после этой победы главный тренер «Генка» Эме Антюнис возглавил «Андерлехт».
После победы в чемпионате, «Генку» предстояло дебютировать в главном европейском кубковом турнире — Лиге чемпионов сезона 1999/00. Но дебют выдался провальным, «Генк» стартовал в турнире во втором квалификационном раунде против словенского «Марибора», и в первом же матче в Словении уступил со счётом 1:5, но даже победа в домашнем матче со счётом 3:0 не позволила «Генку» пройти в следующий раунд. В чемпионате Бельгии сезона 1999/00 «Генк» финишировал всего-навсего на восьмом месте, но столь неудачное выступление в чемпионате скрасила победа в Кубке Бельгии над льежским «Стандардом» со счётом 4:1.
Благодаря победе в Кубке Бельгии «Генк» получил право выступать в Кубке УЕФА сезона 2000/01. В первом раунде Кубка УЕФА «Генк» встретился с швейцарским «Цюрихом», в обеих встречах «Генк» одержал победы со счётом 2:1 и 2:0, таким образом по сумме двух встреч 4:1 «Генк» вышел во второй раунд, где команде предстояло сыграть с немецким «Вердером» из города Бремен. В обоих матчах «Генк» крупно уступил, сначала со счётом 4:1 в гостях, а затем и со счётом 5:2 в домашнем матче. В чемпионат Бельгии 2000/01 «Генк» занял 11-е место. Поле неудачного сезона «Генк» вернул себе чемпионский титул в сезоне 2001/02. В Лиге чемпионов сезона 2002/03 «Генк» впервые в своей истории дошёл до группового этапа, но попав в одну группу с такими клубами как «Реал Мадрид», «Рома», АЕК, команда не смогла выиграть ни одного матча, уступив в четырёх матчах и в двух сыграв вничью. Заняв последнее место в группе «Генк» вылетел из еврокубков, в чемпионате Бельгии 2002/03 команда довольствовалась лишь шестым местом.

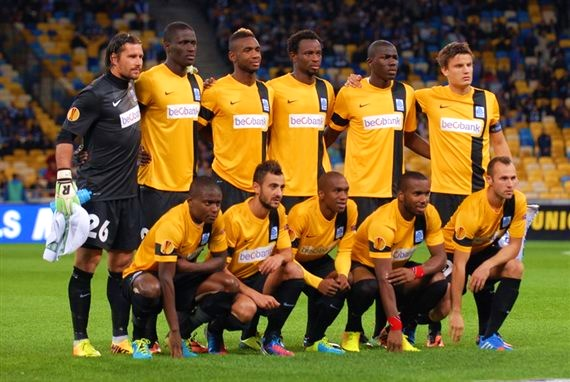
«Генк» в матче Лиги Европы 2013/2014 против киевского «Динамо»

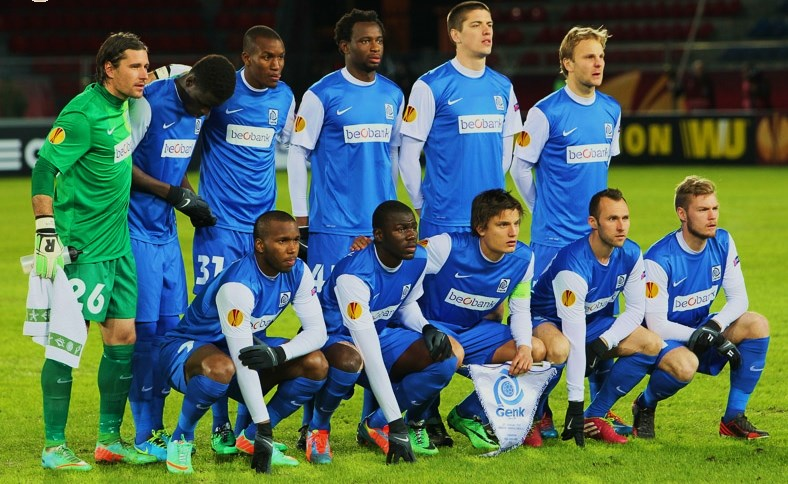
«Генк» в матче Лиги Европы 2013/2014 против «Анжи»

В сезоне 2006/07 «Генк» стал серебряным призёром чемпионата, уступив золото только «Андерлехту», который опередил «Генк» всего на пять очков. Следующий сезон выдался для «Генка» провальным, команда в сезоне 2007/08 заняла 10 место. В конце сезона клуб возглавил Ронни Ван Генёгден, который уже был исполняющим обязанности главного тренера «Генка» в период 2003 по 2004 год. До этого Ван Генёгден тренировал молодёжный состав «Генка». С приходом нового тренера, клуб пополнился новыми игроками: полузащитником Даниелем Тёжером из греческого АЕКа, защитником Жоао Карлосом из «Локерена», а также нападающим Адамом Немецом из словацкой «Жилины».
1 июля 2008 года «Генк» отпраздновал своё 20-летие со дня основания клуба. В тот же день клуб объявил о подписании игрока национальной сборной Чехии Даниэла Пудила, который ранее выступал за либерецкий «Слован». Чемпионат Бельгии 2008/09 «Генк» начал с ничьи 1:1 против клуба «Жерминаль Берсхот», но постепенно клуб смог выйти в лидеры чемпионата. После половины сезона «Генк» в чемпионате занимал 4-е место, уступая лидеру чемпионата «Андерлехту» всего 8 очков, но к концу чемпионата команда спустилась на восьмое место. По ходу сезона в команде поменялся тренер, в марте 2009 года вместо Ронни Ван Генёгдена клуб временно возглавили два тренера, бельгиец Пьер Дени и нидерландец Ханс Виссер, но в конце того же месяца главным тренером клуба стал Хейн Ванхазебрук. Главным событием в сезоне для «Генка» стала победа в Кубке Бельгии, 24 мая 2009 года в финальном матче против «Мехелена» футболисты «Генка» одержали победу со счётом 2:0, оба мяча в составе победителя забил нападающий Марвин Огунджими. Став обладателем Кубка Бельгии «Генк» получил право участвовать в следующем сезоне в розыгрыше Лиги Европы сезона 2009/10.

## Достижения
- Первый дивизион / Про-лига
  - Чемпион (4): 1998/99, 2001/02, 2010/11, 2018/19
  - Вице-чемпион (3): 1997/98, 2006/07, 2020/21
- Второй дивизион
  - Победитель: 1975/76
  - Вице-чемпион (2): 1986/87, 1995/96
- Финальный раунд Второго дивизиона
  - Победитель (2): 1987, 1990
  - Вице-чемпион: 1974
- Кубок Бельгии
  - Обладатель (5): 1997/98, 1999/00, 2008/09, 2012/13, 2020/21
- Суперкубок Бельгии
  - Обладатель (2): 2011, 2019

## Стадион
С 1999 года «Генк» выступает на стадионе «Феникс», который вмещает 24 тысячи зрителей, этот стадион по вместимости четвёртый в Бельгии. С 1 июля 2007 года стадион получил название «Кристал Арена» благодаря пятилетнему спонсорскому соглашению между «Генком» и пивоваренной компании «Kristal Alken».

## Текущий состав
| 1  | Флаг Бельгии   | Вр  | Хендрик Ван Кромбрюгге  | 1993 |  |  |  |  |  |
| 39 | Флаг Бельгии   | Вр  | Майк Пендерс            | 2005 |  |  |  |  |  |
| 51 | Флаг Бельгии   | Вр  | Люкка Брюгманс          | 2008 |  |  |  |  |  |
|    |                |     |                         |      |  |  |  |  |  |
| 2  | Флаг США       | Защ | Кейден Пьер             | 2003 |  |  |  |  |  |
| 3  | Флаг Испании   | Защ | Мухаид Садик            | 2000 |  |  |  |  |  |
| 6  | Флаг Бельгии   | Защ | Матте Сметс             | 2004 |  |  |  |  |  |
| 18 | Флаг ДР Конго  | Защ | Жорис Кайембе           | 1994 |  |  |  |  |  |
| 19 | Флаг Эквадора  | Защ | Яимар Медина            | 2004 |  |  |  |  |  |
| 22 | Флаг Бельгии   | Защ | Брад Мангель            | 2007 |  |  |  |  |  |
| 34 | Флаг Венесуэлы | Защ | Адриан Паласиос         | 2004 |  |  |  |  |  |
| 44 | Флаг Бельгии   | Защ | Жозуэ Конголо           | 2006 |  |  |  |  |  |
| 77 | Флаг Марокко   | Защ | Закария Аль-Уахди       | 2001 |  |  |  |  |  |
|    |                |     |                         |      |  |  |  |  |  |
| 8  | Флаг Бельгии   | ПЗ  | Брайан Хейнен (капитан) | 1997 |  |  |  |  |  |

| 15 | Флаг Бельгии          | ПЗ  | Томас Клас             | 2004 |  |  |  |  |  |
| 17 | Флаг Словакии         | ПЗ  | Патрик Грошовский      | 1992 |  |  |  |  |  |
| 20 | Флаг Греции           | ПЗ  | Константинос Карецас   | 2007 |  |  |  |  |  |
| 21 | Флаг Гвинеи           | ПЗ  | Ибраима Сори Бангура   | 2004 |  |  |  |  |  |
| 23 | Флаг Бельгии          | ПЗ  | Ярне Стойкерс          | 2002 |  |  |  |  |  |
| 24 | Флаг Австрии          | ПЗ  | Николас Заттльбергер   | 2004 |  |  |  |  |  |
| 27 | Флаг Бельгии          | ПЗ  | Кен Нкуба              | 2002 |  |  |  |  |  |
|    |                       |     |                        |      |  |  |  |  |  |
| 7  | Флаг Ганы             | Нап | Кристофер Баа          | 2004 |  |  |  |  |  |
| 9  | Флаг Республики Корея | Нап | О Хён Гю               | 2001 |  |  |  |  |  |
| 11 | Флаг Бельгии          | Нап | Люка Ойен              | 2003 |  |  |  |  |  |
| 14 | Флаг Нигерии          | Нап | Йира Сор               | 2000 |  |  |  |  |  |
| 32 | Флаг Бельгии          | Нап | Ноа Адедеджи-Стернберг | 2005 |  |  |  |  |  |
| 99 | Флаг Нигерии          | Нап | Толу Арокодаре         | 2000 |  |  |  |  |  |